# Pietro del Monte San Savino
Pietro del Monte San Savino (1499 - Valletta, 1572) was afkomstig uit Lombardije en was een ridder in de Maltezer Orde. In 1568 volgde hij Jean de la Valette op als grootmeester van de Orde. Hij was een neef van paus Julius III.

## Biografie
Pietro del Monte in 1499 in Italië geboren. Zijn oorspronkelijke familienaam was Guidolotti, maar toen zijn oom werd benoemd tot paus Julius III, nam Pietro de familienaam van de paus aan: del Monti San Savino. Voor Pietro del Monte naar Malta vertrok was actief als commandeur van Capua.

### Beleg van Malta
Pietro del Monte had een belangrijk aandeel in het Beleg van Malta (1565) van de Ottomanen. Hij had ten tijde van het beleg het commando over het Fort Sint-Michael. Hij hield in het fort totaal 55 dagen stand tot de komst van de Napolitaanse bevrijdingsmacht op 8 september. Het grootste gedeelte van het beleg lag hij helemaal afgesloten van de andere ridders. Het was aan zijn furie te danken dat de verdedigers het wekenlang uithielden tegen de Turken.
Vlak voor dat hij het commando van St. Michael op zich nam, werd hij al benoemd tot grootmeester. De Raad van Eer was van mening dat op het moment dat De la Vallette zou sterven, men het zich niet kon veroorloven om drie dagen lang geen aanvoerder te hebben.

### Grootmeester
In 1568 overleed De la Valette daadwerkelijk en zonder een verkiezing in dat jaar werd Del Monte benoemd tot grootmeester. Hij zette het werk van zijn voorganger door om de stad Valletta op te bouwen en de verdedigingswerken van het eiland verder uit te breiden.
In 1572 overleed Del Monte op 73-jarige leeftijd en werd opgevolgd door Jean l'Evesque de la Cassière.